# Галеаца (Болоња)
Галеаца (итал. Galeazza) је насеље у Италији у округу Болоња, региону Емилија-Ромања.
Према процени из 2011. у насељу је живело 150 становника. Насеље се налази на надморској висини од 15 м.